# Annicka Lindeberg
Ann (Annicka) Mathilda Lindeberg-Öman, född 21 mars 1882 i Stockholm, död 1969 i Mellösa församling, var en svensk teckningslärare, tecknare, grafiker och målare.
Lindeberg studerade vid Tekniska skolan i Stockholm där hon avlade en teckningslärarexamen 1903. Hon fortsatte sina studier vid Konsthögskolan 1903–1907 och vid Konstakademiens etsningsskola. Hon tilldelades ett flertal pris under studieåren och erhöll skolans hertliga medalj. Separat ställde hon ut på Eskilstunautställningen på 1940-talet och hon medverkade i ett antal samlingsutställningar bland annat i Nutida sörmländskt måleri i Hälleforsnäs. Hennes konst består av blomstermotiv, figurer och landskap från Vadstenatrakten utförda i olja. Som illustratör illustrerade hon några av Hjalmar Bergmans romaner. Lindeberg är begravd på Mellösa kyrkogård.